# فيصل يونس
فيصل عبد القادر يونس هو أستاذ علم النفس ورئيس قسم علم النفس سابقًا بجامعة القاهرة. وُلد في 5 يونيو 1950 في محافظة كفر الشيخ بجمهورية مصر العربية وجده الشيخ عبد الجليل عيسى من أعلام علماء المالكية في عصره ومن كبار المجددين. التحق بكلية الآداب، جامعة القاهرة عام 1968، وتخرج فيها عام 1972، ليتم تعيينه معيدًا ثم مدرسًا مساعدًا بقسم علم النفس في الفترة فيما بين 1972 و1982.وفي أثناء هذه الفترة، حصل على دبلوم علم النفس التطبيقي عام 1973 ودرجة الماجستير من جامعة القاهرة عام 1976، ثم سافر إلى المملكة المتحدة في بعثة دراسية فيما بين 1977 و1982 لينال درجة الدكتوراه في علم النفس من قسم الطب النفسي بجامعة ليدز عام 1982. وترقى لدرجة مدرس في عام 1982 وحتى عام 1987. وعمل بوصفه أخصائيًا نفسيًا إكلينيكيًا في الفترات ما بين 1972 و1977 و1985 و1987. وانتقل بعدها على سبيل الإعارة ليكون أستاذًا مشاركًا بقسم الاجتماع، والأنثروبولوجيا، وعلم النفس، والمصريات بالجامعة الأمريكية 			بالقاهرة فيما بين 1990 و1992. كان أستاذًا مساعدًا من 1987 إلى 1995. ثم حصل على درجة الأستاذية عام 1995، واستمر بها حتى وفاته عام 2014. وفي أثناء هذه الفترة، انتقل للتدريس بكلية العلوم الإنسانية والاجتماعية، جامعة الإمارات العربية المتحدة بين أعوام 1998 و2003. تنوعت اهتماماته البحثية بين دراسة 	سوء استخدام المواد النفسية وبالخصوص تدخين السجائر لدي المراهقين، المشكلات النفسية للأطفال، 	الاستهداف للمرض النفسي، 	علم النفس والصحة، 	أثر التعليم والاتجاهات الاجتماعية.
ترقى في المناصب الأكاديمية والإدارية في الجامعة حتى عُين وكيلاً لكلية الآداب لشئون الدراسات العليا والبحوث، كما تقلد وظائف علمية وثقافية عامة كان آخرها مديراً للمركز القومي للترجمة عام 2011. وشارك أ.د. فيصل يونس في عضوية لجان وجمعيات علمية عدة داخل مصر مثل رابطة الأخصائيين النفسيين المصرية وخارجها مثل جمعية علم النفس الأمريكية. تم تكريمه من جهات عدة كان آخرها حصوله على جائزة الدولة التقديرية كما تقلد وسام العلوم والفنون من الطبقة الأولي عام2013. توفي في القاهرة بعد معاناة شديدة مع المرض في 10 أغسطس 2014

## الوظائف التي تقلدها

### وظائف أكاديمية قيادية
تقلد الدكتور فيصل يونس العديد من الوظائف الأكاديمية القيادية، حيث كان 	مديرا لمركز البحوث النفسية بجامعة القاهرة فيما بين عامي 1997 و1998. وكان وكيلا لكلية الآداب لشئون الدراسات العليا والبحوث، جامعة القاهرة في الفترة من ديسمبر 2004 حتى عام 2007. ثم مدير وحدة تقويم وتطوير الأداء بكلية الآداب ما بين عامي 2004 و2006 . وترأس بعدها مجلة كلية الآداب من عام 2004 إلى 2007، ثم كان رئيس تحرير مجلة دراسات نفسية في الفترة من 2008 إلى 2009. كان وكيلا لكلية الآداب لشئون خدمة المجتمع وتنمية البيئة ب	جامعة القاهرة من أكتوبر إلى نوفمبر عام 2004. ثم 	رئيسا لفريق إنشاء وحدة لمتابعة وتوكيد الجودة، كلية الآداب بجامعة القاهرة فيما بين 2004 و2006، وبالمثل كان رئيس لجنة الدراسة الذاتية، كلية الآداب، جامعة القاهرة من 2004 إلى 2005.
وفي الفترات ما بين عامي 2003 إلى 2004 و2007 إلى 2010، تولى رئاسة قسم علم النفس، كلية الآداب بجامعة القاهرة. ثم كان رئيس تحرير مجلة العلوم الإنسانية والاجتماعية، التي تصدر عن مجلس النشر العلمي بجامعة الإمارات العربية المتحدة في الفترة من عام 2000 إلى 2003. ثم تولى رئاسة قسم علم النفس بالجامعة ذاتها فيما بين عامي 2000 و2002. كان 	مديرا لمشروع دعم البحث العلمي في العلوم الاجتماعية، كلية الآداب بجامعة القاهرة في الفترة من 2008 إلى 2014. ثم كان عضوا باللجنة الاستشارية العليا للترقيات، قطاع الآداب والعلوم الإنسانية بالمجلس الأعلي للجامعات فيما بين عامي 2013 و2014. كان عضو لجنة قطاع الآداب بالمجلس الأعلي للجامعات من 2007 إلى 2014. كان عضوًا في لجنة ترقيات أعضاء هيئة التدرييس في علم النفس فيما بين 2007 و2013. ثم مستشارًا لتقرير التنمية البشرية في 2008، بالوقت ذاته، لبرنامج الأمم المتحدة الإنمائي. ثم كان عضو
هيئة تدريس برنامج الماجستير في الشئون اليورومتوسطية، والذي تضمن تصميم وتقديم مقرر دراسي بعنوان التنميط، والتعصب، والتمثيل الاجتماعي، وقد قُدم هذا المقرر لأول مرة في جامعة بيروجيا بإيطاليا في صيف 2006. وفي الفترات ما بين أعوام 1984 و1987 و1990 و1992، كان منسقًا لمشروع البرنامج الدائم لبحوث تعاطي المخدرات بالمركز القومي للبحوث الاجتماعية والجنائية بالقاهرة. وفيما بين عامي 1983 و1984، كان زميلًا باحثًا بجامعة الأمم المتحدة، طوكيو، ثم 	باحث زميل زائر بمدرسة الصحة العامة، جامعة تكساس، مركز العلوم الصحية في هيوستون، الولايات المتحدة، وقبلها بعام، كان قد قام بزيارة تدريبية بقسم العلوم النفسية جامعة بوردو بالولايات المتحدة.

### وظائف مهنية وثقافية عامة
1. مدير المركز القومي للترجمة. وزارة الثقافة. مصر.[6]
2. وكيل أول وزارة الثقافة للعلاقات الثقافية الخارجية، 2008-2009.
3. المستشار العلمي. المركز القومي للترجمة، 2009- 2011.
4. مقرر لجنة علم النفس. المجلس الأعلي للثقافة. 2009- 2014.
5. عضو المجلس القومي للصحة النفسية، وزارة الصحة، 2009- 2014.[7]
6. عضو اللجنة الاستشارية للعلوم والتكنولوجيا، مكتبة الإسكندرية،2004- 2007.
7. عضو المكتب الفني. المركز القومي للترجمة 2007- 2014.
8. عضو لجنة الثقافة العلمية، المجلس الأعلى للثقافة، 1995- 1998، 2003 - 2007.
9. عضو لجنة علم النفس، المجلس الأعلى للثقافة، 1997- 1998، و 2003- 2014.[8]
10. عضو لجنة الإشراف علي المشروع القومي للترجمة، 1998- 2007.

## جوائز ومنح تكريمية
- جائزة أندريه ليلاند في الفلسفة للتفوق الدراسي عام 1972.
- منحة جمعية علم النفس الأسترالية للمشروعات عبر الحضارية والدولية، والتي تضمنت زيارة علمية إلي جامعة فيكتوريا أكتوبر 2005.
- جائزة الجامعة التقديرية في الآداب والدراسات الإنسانية بجامعة القاهرة عام 2007.
- وسام العلوم والفنون من الدرجة الأولى عام 2013.[9]
- جائزة الدولة التقديرية في العلوم الاجتماعية 2013.[10]

## المؤهلات المهنية
1. مسجل كأخصائي نفسي مؤهل نفساني بواسطة جمعية علم النفس البريطانية	رقم التسجيل (12354)
2. مرخص كمعالج نفسي من خلال وزارة الصحة المصرية (رقم الترخيص: 133/1990)

## الخبرات التدريبية
1. الإشراف علي برنامج تطوير مهارات طلبة الدراسات العليا في العلوم الاجتماعية، كلية الآداب، جامعة القاهرة.
2. التدريب في المجال الصحي والعلاقة بين الصحة الجسدية والسلوك.
3. الصحة النفسية والعلاج النفسي.
4. مهارات التفكير.
5. الأخلاقيات المهنية.
6. الجودة والاعتماد الأكاديمي.

## العضوية في الجمعيات العلمية
1. جمعية علم النفس البريطانية. المملكة المتحدة (عضو عامل).
2. جمعية الدراسات النفسية المصرية (عضو عامل).
3. رابطة الأخصائيين النفسيين المصرية (عضو عامل).
4. جمعية علم النفس الأمريكية (زميل دولي International Affiliate).

## خبرات التدريس
قام بتدريس عدة مقررات منها:
- علم النفس البيولوجي والفزيولوجي
- علم النفس الإكلينيكي
- علم نفس النمو
- علم نفس الشخصية
- علم النفس المرضي
- مقدمة في علم النفس
- مناهج البحث في علم النفس
- علم النفس التجريبي
- مهارات التفكير
- علم نفس النمو
- الإحصاء في علم النفس
- سيكولوجية التوافق

## إنتاجه العلمي

### أبحاثه باللغة العربية
1. «بعض خصائص شخصية الأحداث الجانحين» (بالاشتراك مع سلوى الملا)، في: لويس كامل مليكة: قراءات في علم النفس الاجتماعي في البلاد العربية، الهيئة العامة للكتاب ‘ القاهرة، 1979.
2. «العلاقة بين تعاطي المواد النفسية وبين الصحة الجسمية والنفسية لدي عينات مصرية» (مع آخرين) بحث قدم إلي المؤتمر السنوي الثالث لعلم النفس، جمعية الدراسات النفسية، 1987.
3. «التعاطي غير الطبي للأدوية النفسية بين طلاب الثانوي العام والفني: تحليل مقارن للمتغيرات المصاحبة». (مع آخرين) بحث قدم إلي المؤتمر السنوي الثالث لعلم النفس، جمعية الدراسات النفسية، 1987.
4. «العلاقة بين التعليم الرسمي والاندفاعية - التروي لدى الأطفال المصريين في بيئة شبه حضارية».(مع ارنستو بوليت)، المجلة الاجتماعية القومية، مج 25، ع 2، ص ص 87 - 101، 1988.
5. «العلاقة بين مدة المرض وكل من فهم وإنتاج اللغة لدي عينة من مرضي الفصام المزمن».(مع جمعة يوسف)، مجلة علم النفس، ع 10، ص ص 24-31، 1989.
6. «البطء الإدراكي في ضوء نوعين من التشخيصات الفرعية لمرضي الفصام المزمن». (مع محمد نجيب الصبوة). مجلة علم النفس، ع 14، ص ص 14-33، 1990.
7. «بعض مصاحبات التجريب المتعدد للمواد النفسية» المجلة الاجتماعية القومية، مجلد 28، عدد 1، ص ص 47- 58. 1991
8. "بعض الجوانب الأخلاقية المتعلقة بالباحثين الميدانيين. دراسة استطلاعية. مؤتمر أخلاقيات البحث العلمي الاجتماعي، القاهرة، المركز القومي للبحوث الاجتماعية والجنائية، 1995.
9. «بين علم النفس والأنثروبولوجيا» مؤتمر أنثروبولوجيا مصر، جامعة القاهرة. 1995.
10. «العلاقة بين سمات النمط الفصامي والقدرات الإبداعية». دراسات عربية في علم النفس. مج 1، ع1 ، ص ص 11-44، 2002.
11. «الفروق المبكرة بين الرضع الذكور والإناث في عمليات التمثيل ألإدراكي للفئات»(مع آخرين). مجلة كلية الآداب (جامعة القاهرة). مج62 ، عدد 2، ص ص: 9-52. (2002).
12. «البيئة والسلوك والتنمية: كيف نفهم العلاقة» بحث قدم إلي المؤتمر السنوي الأول لكلية الآداب- جامعة القاهرة. 12-13 إبريل 2006.
13. «سمات النمط الفصامي وأساليب التعلم والتفكير» (مع هشام التهامي). دراسات عربية في علم النفس. مج6، عدد 1، ص ص 49- 91.(2007).
14. «نموذج العوامل الخمسة للشخصية: التحقق من الصدق وإعادة الإنتاج عبر الحضاري» (مع الهام خليل). دراسات نفسية. مج 17، عدد 3، ص ص 553- 583 .(2007).

### أبحاثه باللغة الإنجليزية
1. Stability of the psycho physiological structure, (with W .I. Hume). Paper read at the 8th Annual Meeting of the Psychophysiology Society, London, 1981.
2. Iron deficiency anemia and cognitive style among school age children in a semi-urban community in Egypt, (with others), Paper read at the 8th Annual Meeting of the International Nutritional Anemia Consultative Group (INACG); Indonesia, 1984.
3. Cognitive effects of iron deficiency anemia, (with others), A Letter to the editor, Lancet, Jan 19, 1985.
4. Morbidity and drug taking among Egyptian Working class men, Paper read at the 2nd Conference on the Epidemiology and Treatment of Drug Dependence, Ministry of Health, Cairo, 1985.
5. The extent of non-medical use of psychoactive drugs among Egyptian workers in the manufacturing industries, (with others), 1985, Study sponsored by WHO and the Egyptian Ministry of Health, Letter of agreement: AR 3727 Egy. , HQ 84 524036 VI - 133.
6. Extent and patterns of the use of psychoactive substances in Egypt (with others), Bulletin on Narcotics, 1986, 13, 3, 11-20.
7. An evaluation of the “ Stress and Arousal Adjective Check-list “, (with W.I. Hume), in: Papers presented to professor Soueif, Cairo, Al Thaquafa publishing, 1987.
8. The extent of drug use among Egyptian male university students, (with others), Drug and Alcohol Dependence, 1987, 19, 389 - 403.
9. The non-medical use of Psycho-active substances among secondary & technical school students: A comparative analysis of some associated variables, (with others), Paper read at the 3rd Annual Meeting, The Egyptian Society for psychological studies, Cairo, 1987, (in Arabic).
10. The use of عقار نفساني التأثير by female Egyptian university students compared with their male colleagues on selected items, (with others), Drug and alcohol Dependence, 1987, 19, 233-247.
11. The use of psychoactive substances among Egyptian males working in the manufacturing industries, (with others), Drug and Alcohol Dependence, 1988, 21, 217-299.
12. Development in Egyptian toddlers as a function of nutrition, morbidity, and environment, (with others), Paper read at The Sixth International Conference on Infant Studies, Washington, D.C., April, 1988.
13. Use of Psycho-active substances among male secondary school pupils in Egypt: A study on a nation wide representative sample, (with others), Drug and Alcohol Dependence, 1990, 26, 63-79.
14. Relation between nutrition and cognitive performance in Egyptian toddlers, (with others), Intelligence, 1993, 17, 151-172.
15. Relation of specific nutrients to cognition and adaptive behavior of undernourished Egyptian school children, (with others), Paper presented to The Biennial Meeting of the Society for Research in Child Development, New Orleans, March 1993.
16. Relation of maternal zinc nutriture to pregnancy out-come and infant development in an Egyptian village, (with others), American Journal of clinical nutrition, 1994, 60, 782-792.
17. Behavioral Correlates to Nutritional Status of Preschool Children. With others). 1994, Med.J.CairoUniv.62 (1):49-58.
18. Physical growth, nutritional status & intellectual performance among the school children of rural community (with others), The Medical Journal of Cairo University, 1995, (in press).
19. Nutritional intake and context as predictors of cognition and adaptive behaviour of Egyptian school - age children; (with others), International Journal of Behaviour Development, 1995, 18,3, 425-450.
20. Cognitive performance of Egyptian adults as a function of nutritional intake and socio-demographic factors, (with others); Intelligence; 1996, 22, 129-154.
21. Behavioral Correlates of the Nutritional Status of the Newly Born Infants (with others) Med J Cairo Univ. 1996, 64 (supple):289-303.
22. Effects of fasting on recall, (with others), South Asian Journal of Psychology, 1996, 1, 1-8.
23. Cognitive functions in children with cancer.(with Z. Monir). Medical Journal of Cairo University. 1997, 65, 201-209.
24. Psychosocial status in children with B-Thalassemia. (with others) Journal of Arab Child, 1997, 8, 2, 177-186.
25. Maternal intelligence and education level as influences on the nutrition intake of Egyptian toddlers and school age children. (with others). Paper presented at the annual conference of the Society for Research in Child Development. 1999.
26. Recall as a function of the number of stimulus words: A methodological investigation, (with others). The Bangladesh Journal of Psychology, 2000, 18, 137-147.
27. Epidemiological study of developmental and behavioural disorders in three year old children: A UAE study (with others). Paper presented to: The 2nd International Conference for Medical Sciences, Dubai, October 2002.
28. The association between tobacco smoking and reported psychiatric symptoms in an adolescent population in the UAE. (With others). Social Behavior and Personality, 2003, 31, 5, 461-466.
29. The association between high-risk behavior and tobacco smoking among school pupils in Abu Dhabi, UAE. Paper Read at: Second International Conference on Violence in School: Research, Best Practice, and Teacher Training. Quebec City, Canada. May 2003.
30. Problem behaviors in 3-year-old children in the United Arab Emirates.(with others), J Pediatric Health Care. 2004, 18 (4), pp. 186–91.
31. Screening for language delay in the United Arab Emirates.(with others), Child Care, Health and Development, 2004, 30, 541- 550.
32. Studies of tobacco smoking in Egypt: A review. Paper presented at: The 40th Annual Conference of the Australian Psychological Society, Melbourne, September 2005.
33. Prevalence and psychosocial correlates of global developmental delay in 3-year-old children in the United Arab Emirates. (with others) Journal of Psychosomatic Research, 2006, 61, 321-326.
34. Factors influencing the Psychology Student in Dealing with Statistics Courses. Paper read at the Seventh International Conference on Teaching Statistics - ICOTS7, Salvador-Bahia-Brazil, July, 2006.
35. Prevalence of Pervasive Developmental Disorders in Preschool Children in the UAE.(With others). J Tropical Pediatrics. 2007 vol 53, no 3: 202- 205.
36. The Psychometric properties of the Child Behaviour Checklist/2-3 (CBCL/2-3) in an Arab Population (with others). Psychological Reports, 2007, 100: 771-776.
37. Direct and indirect self-destructive behaviors and mental disorders: trans- cultural differences. Paper read at the first mental health international conference Dubai, UAE, June, 2007.

### ترجمات
1. فصل بعنوان: "الأسس التجريبية لبعض أساليب العلاج النفسي الحديثة.(1985) (تأليف جوزيف وولبه). نشر في: مرجع في علم النفس الإكلينيكي. دار المعارف، مصر
2. سيكولوجية السعادة (1993)، من تأليف مايكل أرجايل، عالم المعرفة. الكويت.[11]
3. الطب النفسي: مقدمة قصيرة جداً (2008). تأليف: توم بيرنز، القاهرة، دار الشروق (تحت الطبع)
4. مراجعة الترجمة لعدد من الكتب الصادرة ضمن المشروع القومي للترجمة، وزارة الثقافة المصرية.

### بعض الرسائل التي أشرف عليها

#### رسائل ماجستير
- Clinical and Psychological Evaluation of Down's Syndrome Children in Relation to Caryotyping. M. Childhood Studies, Ain-Shams University.1983.
- تحليل الأخطاء في العمليات المعرفية عند المرضي النفسيين الوظيفيين. رسالة ماجستير، جامعة 	القاهرة، 1985.
- بعض جوانب صورة الذات لدي العصابيين والذهانيين الوظيفيين. رسالة ماجستير، جامعة القاهرة، 1986.
- الإبداع والتمركز حول الذات في مرحلة الطفولة المبكرة. رسالة ماجستير، جامعة القاهرة، 1987.
- أساليب التنشئة الاجتماعية وعلاقتها بالتأخر العقلي. رسالة ماجستير، جامعة القاهرة، 1987.
- العلاقة بين الذهانية والإبداع. رسالة ماجستير، جامعة القاهرة، 1988.
- بعض المصاحبات السيكوفيزيولوجية للاستهداف للفصام. رسالة ماجستير، جامعة القاهرة، 1997.
- بعض مظاهر اضطراب القدرة علي القراءة لدي عينة من تلاميذ المدارس الإعدادية. رسالة ماجستير، جامعة المنيا، 1998.
- بعض الخصال النفسية العصبية للمستهدفين للفصام. رسالة ماجستير، جامعة القاهرة،			1998.
- الانتقال العصبي بين شقي المخ لدي الفصاميين، رسالة ماجستير، جامعة القاهرة، 1999.

#### رسائل الدكتوراه
1. ارتقاء نسق القيم لدي الفرد. رسالة دكتوراة، جامعة القاهرة، 1987.
2. سرعة الإدراك البصري لدي الفصاميين والأسوياء. رسالة دكتوراة، جامعة القاهرة، 1987.
3. تدخين السجائر طويل المدى: دراسة للأداء علي بعض الاختبارات النفسية الموضوعية. 			رسالة دكتوراة، جامعة القاهرة، 1988.
4. The Neuropsychological Assessment of Cerebral Palsied Children. Ph.D. Thesis, Ain-Shams University. 1988.
5. Behavioral Correlates of Protein Energy Malnutrition among Egyptian Children. Ph.D. Thesis, Ain-Shams University, 1989.
6. Behavioral Correlates of the Nutritional Status in the Newly Born infant. Ph.D. Thesis. Ain-Shams University. 1989.
7. العلاقة بين التعليم الرسمي ولأداء المعرفي في بيئة ريفية. رسالة دكتوراة، جامعة القاهرة، 		1991.
8. الفروق بين الجنسين في السمات المهيئة للفصام بين طلاب الجامعة. رسالة دكتوراة، 	جامعة القاهرة، 1993.
9. Cognitive Styles among Drug Abusers. Ph.D. Thesis Cairo University 1994.
10. الهامشية النفسية : دراسة في أبعاد المفهوم وإمكاناته النظرية والتطبيقية .رسالة دكتوراة، جامعة القاهرة، 1997.
11. ارتقاء مهارات تكوين الفئات لدي الرضيع البشري عند مستويات مختلفة من الاستثارة السلوكية. رسالة دكتوراة، جامعة القاهرة، 1999.
12. العلاقة بين التعرض لمثيرات المشقة والإصابة بسرطان الثدي، مع إشارة خاصة إلي 			التأثير المعدل لبعض سمات الشخصية. رسالة دكتوراة، جامعة القاهرة، 2001.
13. بعض جوانب المعالجة التكيفية للحركة المدركة بصرياً: دراسة تجريبية سيكوفيزيولوجية. 		رسالة دكتوراة، جامعة القاهرة، 2001.
14. Aspects of Neuroses in Pat Parker's War Trilogy. Cairo University, 2004.
15. تأثير اليرقان الولادي على بعض الاستجابات السلوكية ومستوى الاستثارة لدى حديثي الولادة . رسالة دكتوراه، جامعة القاهرة، 2005.
16. الذكاء الوجداني كمتغيّر معدّل في العلاقة بين أساليب حلّ الصراع والعلاقات الاجتماعية بين زملاء العمل، 2009.

## وصلات خارجية
- لقاء الدكتور/فيصل يونس - بالمترجمين.
- محاضرة أ.د. فيصل يونس في مؤتمر البحث العلمي الاجتماعي وقضايا التنمية في مصر.
- د.فيصل يونس : تمويل الأبحاث تحت «الصفر» و47 % يأملون في تولي «الجيش» حكم مصر.